# 小秀山
小秀山（こひでやま）は、御嶽山系の阿寺山地にある標高1,982 mの山。山体は岐阜県中津川市と長野県木曽郡王滝村にまたがる。山頂から北側に、御嶽山の大きな山容を望むことができ、「日本二百名山」、「ぎふ百山」 および信州百名山に選定されている。

## 概要
JR東海高山本線下呂駅の東14.4 kmに位置する。山域は岐阜県の「裏木曽県立自然公園」および水源かん養保安林に指定されている。山頂には、点名「小秀山」の二等三角点が設置されている。阿寺断層によって形成された山と考えられている。山の上部には「烏帽子岩」や「鎧岩」などの巨石が点在し、山頂の南西1.5 kmには「ガブト岩」（兜岩）と呼ばれる巨石のピークがある。小秀山北西斜面に分布する流紋岩質溶岩は「小秀山流紋岩」と呼ばれている。木曽川の支流である白川及び王滝川の源流の山である。山頂から、西に白山と東に中央アルプス、中央アルプス越しに南アルプスを望むことができる。山頂はなだらかな高原状となっていて 遠方から同定しにくい山である。御嶽山の南側にある阿寺山地の最高峰である。

## 登山
山頂は御嶽山を間近に望む絶好の展望台として知られていて、年間5,000人を越える登山者が訪れる。

### 登山ルート

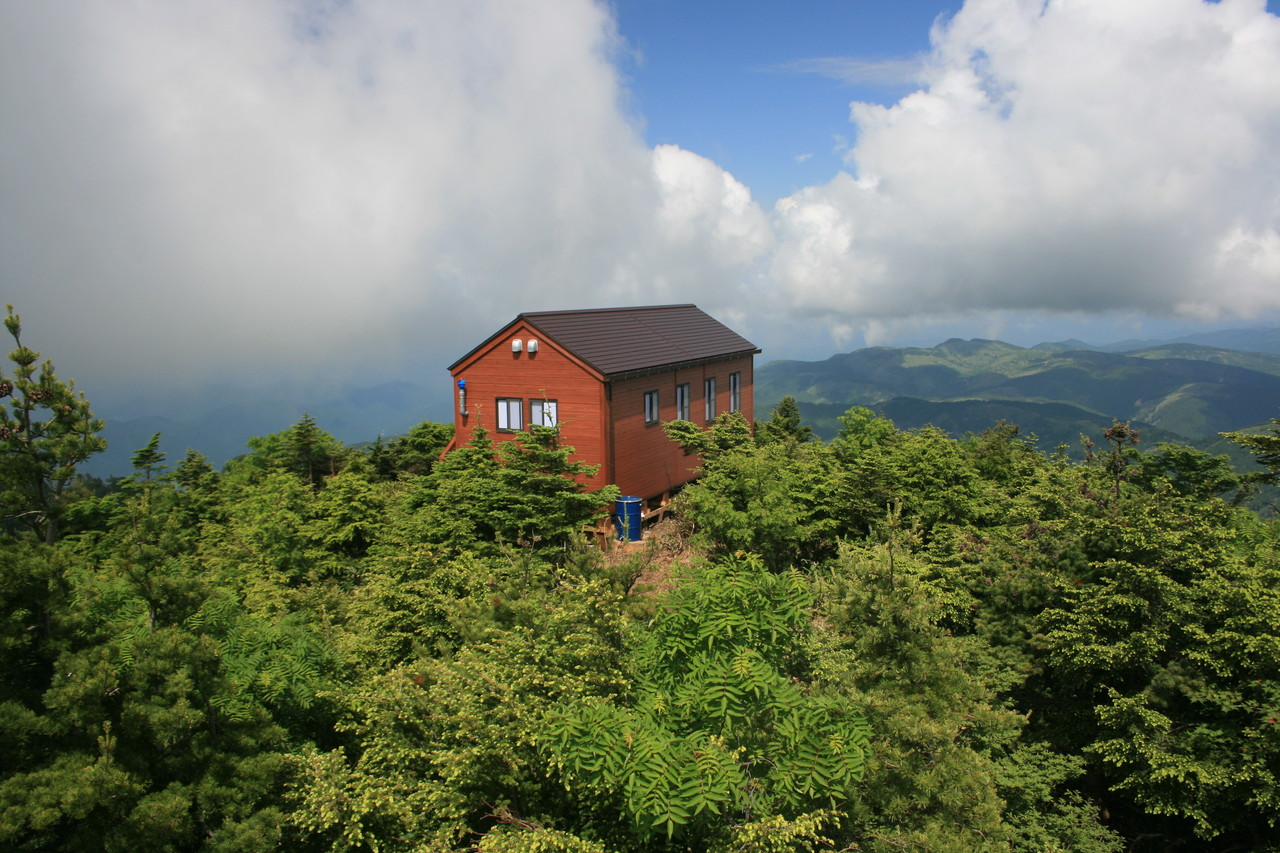
2011年7月3日に開設された山頂避難小屋

従来は旧加子母村の乙女渓谷からの健脚者向きの登山道のみであったが、2006年頃に長野県の王滝村側の白川林道から新しい登山道が開設され、これが山頂に至る最短ルートである。麓の旧加子母村にある加子母中学校では、1960年代頃からふるさと学習として「小秀山登山」の学校行事が続けられている。山頂には2010年（平成22年）7月3日に、中津川市により開設された山頂避難小屋（秀峰舎・しゅうほうしゃ）がある。

#### 二ノ谷のルート
- 乙女渓谷キャンプ場 - ねじれ滝 - 和合ノ滝 - 避難小屋 - 夫婦滝 - 小滝 - 孫滝（最終水場） - カモシカ渡り - 三ノ谷ルート分岐 - カブト岩 - 第1高原 - 第2高原 - 第3高原 - 山頂避難小屋（秀峰舎） - 小秀山

中津川市加子母（旧恵那郡加子母村）の乙女渓谷キャンプ場が二ノ谷のルートの登山口となっている。ねじれ滝、和合ノ滝、夫婦滝までは地元産木材を利用した階段状の遊歩道が整備されている。途中に展望台とニノ谷避難小屋がある。夫婦滝の先には小滝と孫滝があり、孫滝がルート上の最終水場となる。その先には、カモシカ渡りと呼ばれる急な痩せ尾根がある。ガブト岩と呼ばれる巨石のピークの手前で、三ノ谷ルートとの合流点がある。ガブト岩の先は、第一高原、第二高原、第三高原と呼ばれる平坦な場所がある。

#### 三ノ谷のルート
- 乙女渓谷キャンプ場 - 林道ゲート - 営林署小屋（三ノ谷ルート登山口） - 二ノ谷ルート分岐 - カブト岩 - 第1高原 - 第2高原 - 第3高原 - 山頂避難小屋（秀峰舎） - 小秀山

中津川市加子母の乙女渓谷キャンプ場の先、本谷に沿った林道を登って行くと、三ノ谷の手前に営林署の小屋がある。尾根に取付く三ノ谷のルートの登山口となっている。登山道の下部は針葉樹の植林地となっている。

#### 木曽越峠からのルート
- 木曽越峠 - 唐塩山 - 前山 - 前山分岐 - 第2高原 - 第3高原 - 山頂避難小屋（秀峰舎） - 小秀山

#### 白巣峠からのルート
長野県の王滝村側からの白川林道の白巣峠の600 m程北側に登山口がある。小秀山山頂から東に延びる尾根に沿った新しい登山道である。

### 周辺の山小屋
2010年に避難小屋が開設された。乙女渓谷には乙女渓谷キャンプ場がある。登山ルート上にはキャンプ指定地はない。
- 山頂避難小屋（秀峰舎） - 2010年7月3日に完成し、小屋開きが行われた[13]。バイオトイレが併設されていて[13]、屋根には太陽光パネルが設置されている。周辺に水場はない。
- 避難小屋 - 白川のニノ谷の夫婦滝の下部に避難小屋がある。

## 周辺の動植物
山頂付近はクマザサの笹原と針葉樹が混じる。山腹はヒノキなどの植林地が多く、落葉広葉樹が点在する。山頂付近にはウメバチソウ、ゴゼンタチバナ、コバイケイソウ、ツクバネソウ、ツマトリソウ、マイヅルソウなど植物が自生している。春にアカヤシオ、オオヤマレンゲ、初夏にサラサドウダン、タマアジサイ、ハクサンシャクナゲ、ホンシャクナゲなどの樹木の花が見られる。山域ではササユリ、リンドウなどの花や、オオルリ、ジョウビタキ、ヒガラ、ヤマガラなどの野鳥が見られる。山頂でオコジョが動き回る姿を見られることがある。
|                                         |                                           |                                       |                                   |
| コバイケイソウの花 山頂直下の登山道にて | ツツジ科のサラサドウダン 山頂部に点在する | シャクナゲ ニノ谷の登山道に群落がある | ヒガラ 山中で複数の野鳥が見られる |

## 地理
E19中央自動車道中津川ICの北北西35.2 kmに位置する。

### 周辺の山
阿寺山地の最高峰である。王滝川を挟んで北側には御嶽山が対峙している。東側には木曽川を挟んで、木曽山脈（中央アルプス）が対峙している。小秀山の南のカブト岩のピークで、阿寺山地の支尾根（カブト岩 - 前山 - 唐塩山 - 木曽越峠 - 高時山）が南に分岐する。岐阜県と長野県境の阿寺山地の主尾根は、カブト岩から白巣峠を経て高樽山、井出ノ小路山、奥三界岳へと延びる。

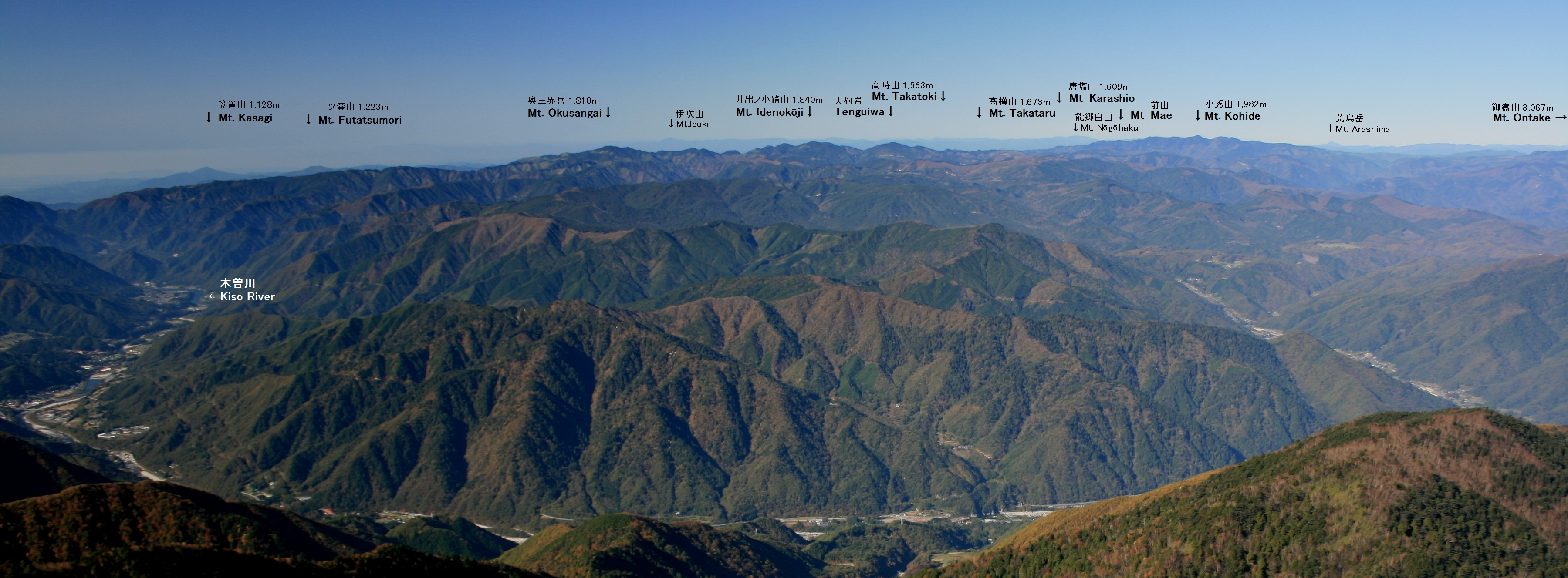
中央アルプスの風越山から望む奥三界岳と周辺の阿寺山地の山並み、小秀山の北側には御嶽山がある。木曽川を挟んで東（画像の手前側）に中央アルプスが対峙している。

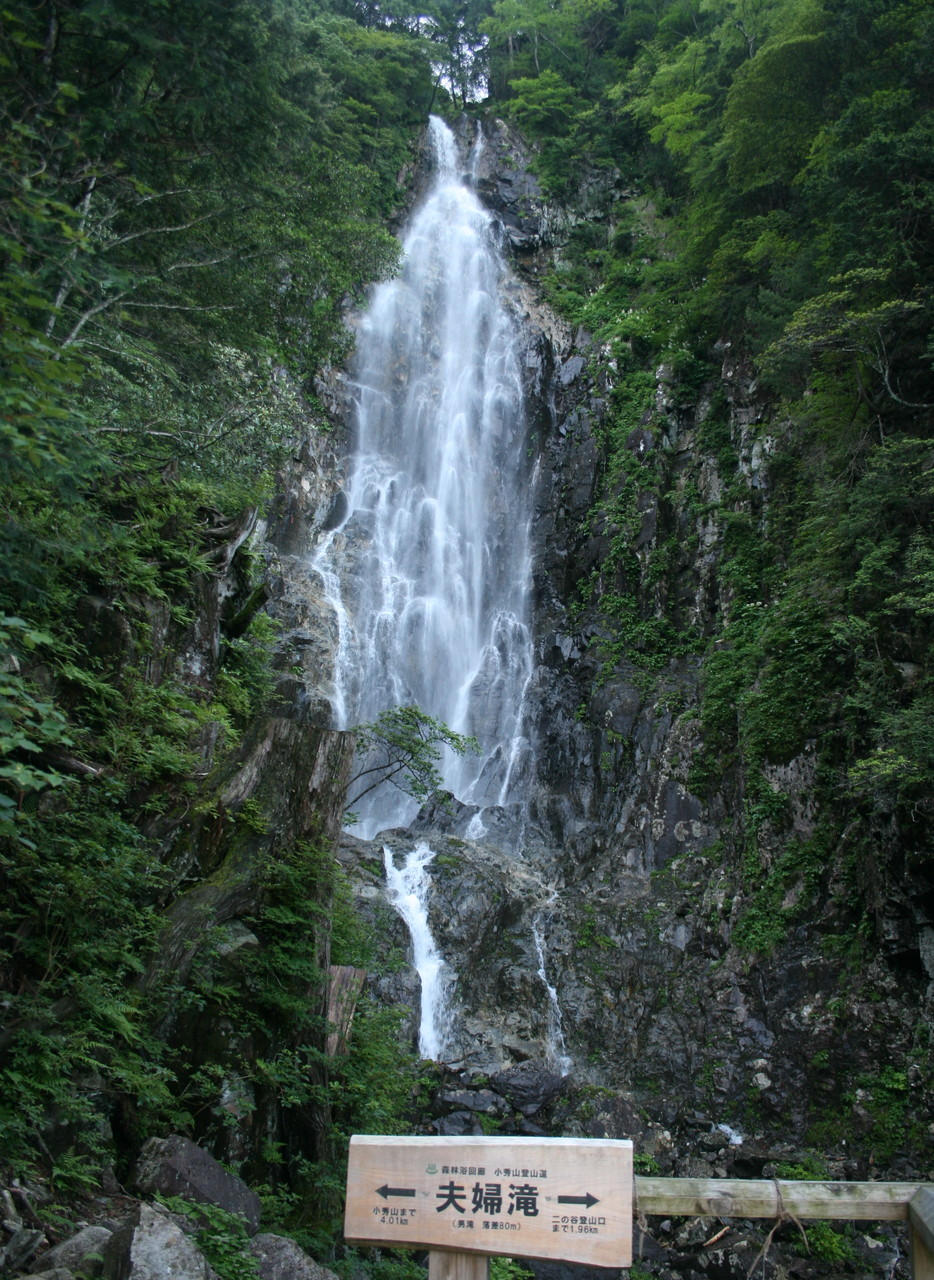
小秀山のニノ谷ルートにある夫婦滝
(男滝・落差80 m)

| 山容 | 山名       | 標高(m)  | 三角点等級 基準点名              | 小秀山からの 方角と距離(km) | 備考                                |
| ---- | ---------- | -------- | -------------------------------- | --------------------------- | ----------------------------------- |
|      | 木曽駒ヶ岳 | 2,955.95 | 一等 「信駒ケ岳」                | 東 36.9                     | 木曽山脈の最高峰 日本百名山         |
|      | 御嶽山     | 3,067    | （一等）「御岳山」 （3,063.41m） | 北北東 14.1                 | 乗鞍火山帯最南部の活火山 日本百名山 |
|      | 三国山     | 1,610.98 | 三等 「三国山」                  | 西北西 3.5                  |                                     |
|      | 小秀山     | 1,981.68 | 二等 「小秀山」                  | 0                           | 阿寺山地の最高峰 日本二百名山       |
|      | 前山       | 1,814.52 | 三等 「前山」                    | 南南西 2.1                  |                                     |
|      | 奥三界岳   | 1,810.48 | 三等 「奥三階」                  | 南東 15.2                   | 日本三百名山                        |

### 源流の河川
以下の木曽川水系の源流となる河川は、伊勢湾へ流れる
。
- 白川、白谷川 - 王滝川の支流。山頂の北4.3 kmには関西電力の三浦ダムがある。
- 西股谷 - 付知川の支流
- 白川（加子母川） - 上流部は「乙女渓谷」と呼ばれている。ニノ谷の渓谷沿いには遊歩道が整備され、夫婦滝などの多くの滝や乙女淵などが見られる。

### 周辺の峠
- 白巣峠 - 白川と西股谷との分水嶺である岐阜県と長野県の県境で、周辺を林道が横切る。山頂から東南東2.5 kmにある峠。
- 鞍掛峠 - 白草山と三国岳との鞍部にあり、山頂から西北西4.3 kmにある峠。
- 木曽越峠 - 唐塩山と高時山との鞍部にあり、山頂から南5.7 kmにある峠。
- 舞台峠 - 国道257号の竹原川（飛騨川の支流）と白川（加子母川）との分水嶺で、山頂から西南西7.3 kmにある峠。

## 小秀山の風景と眺望

### 小秀山の風景

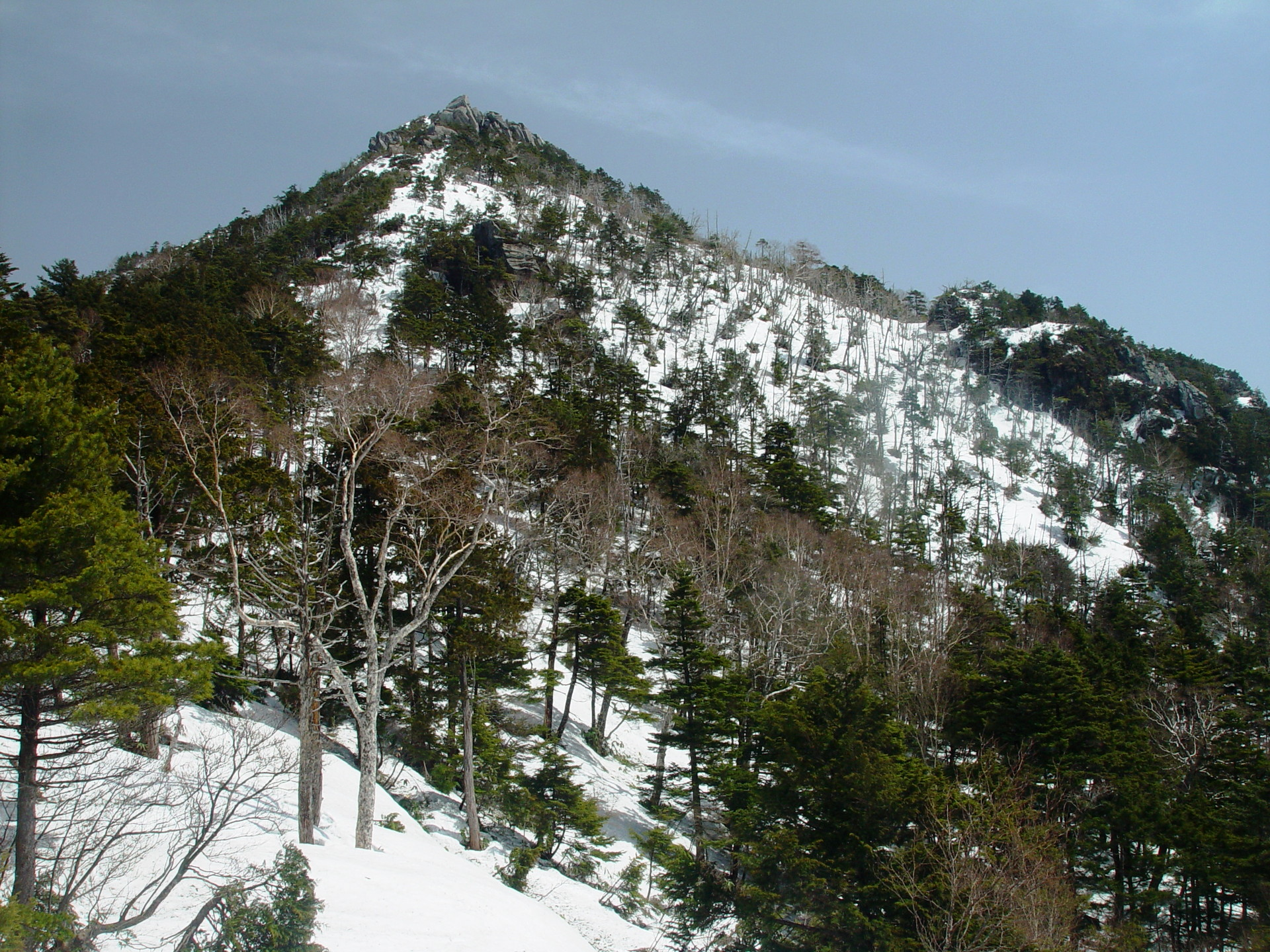
南側から望むカブト岩の岩峰
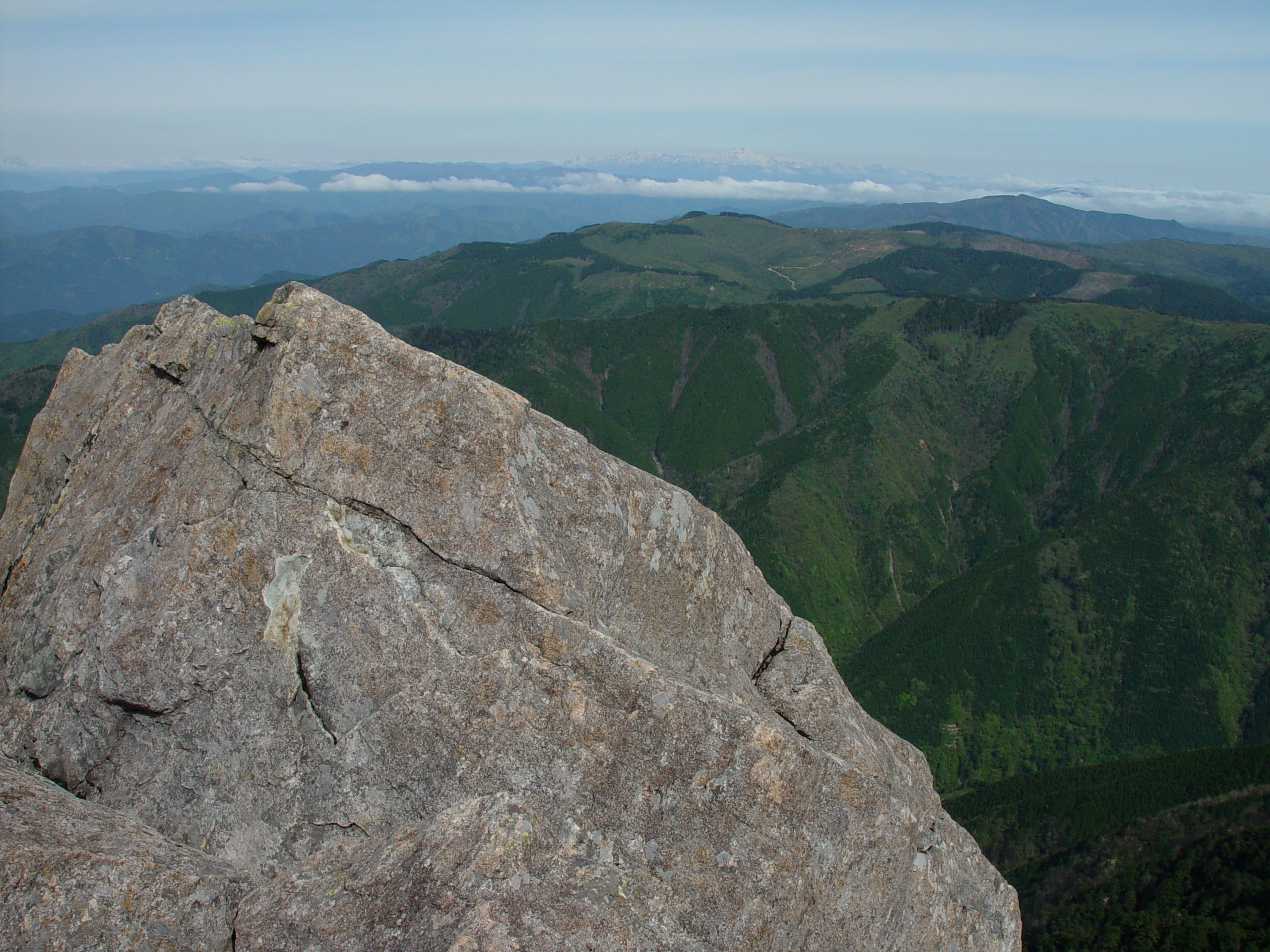
カブト岩と白草山
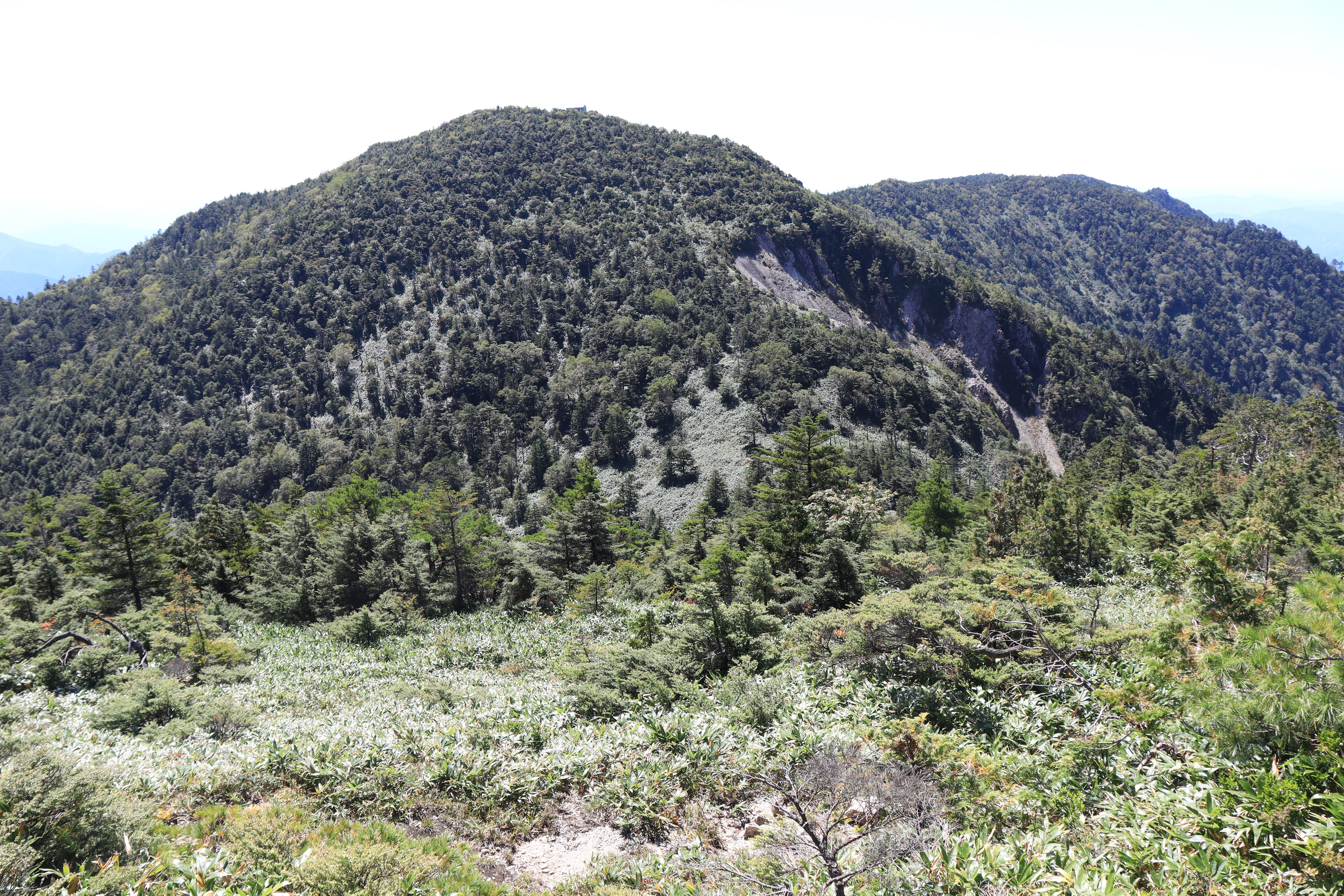
北隣の三浦山から望む小秀山、上部の針葉樹林

### 遠方から望む小秀山
御嶽山の南に位置するなだらかな山頂の山容である。
|                                            |                      |                        |
| 東側の中央アルプスの天狗山から望む御嶽山系 | 西側の白草山から望む | 東側の奥三界岳から望む |

### 小秀山からの眺望

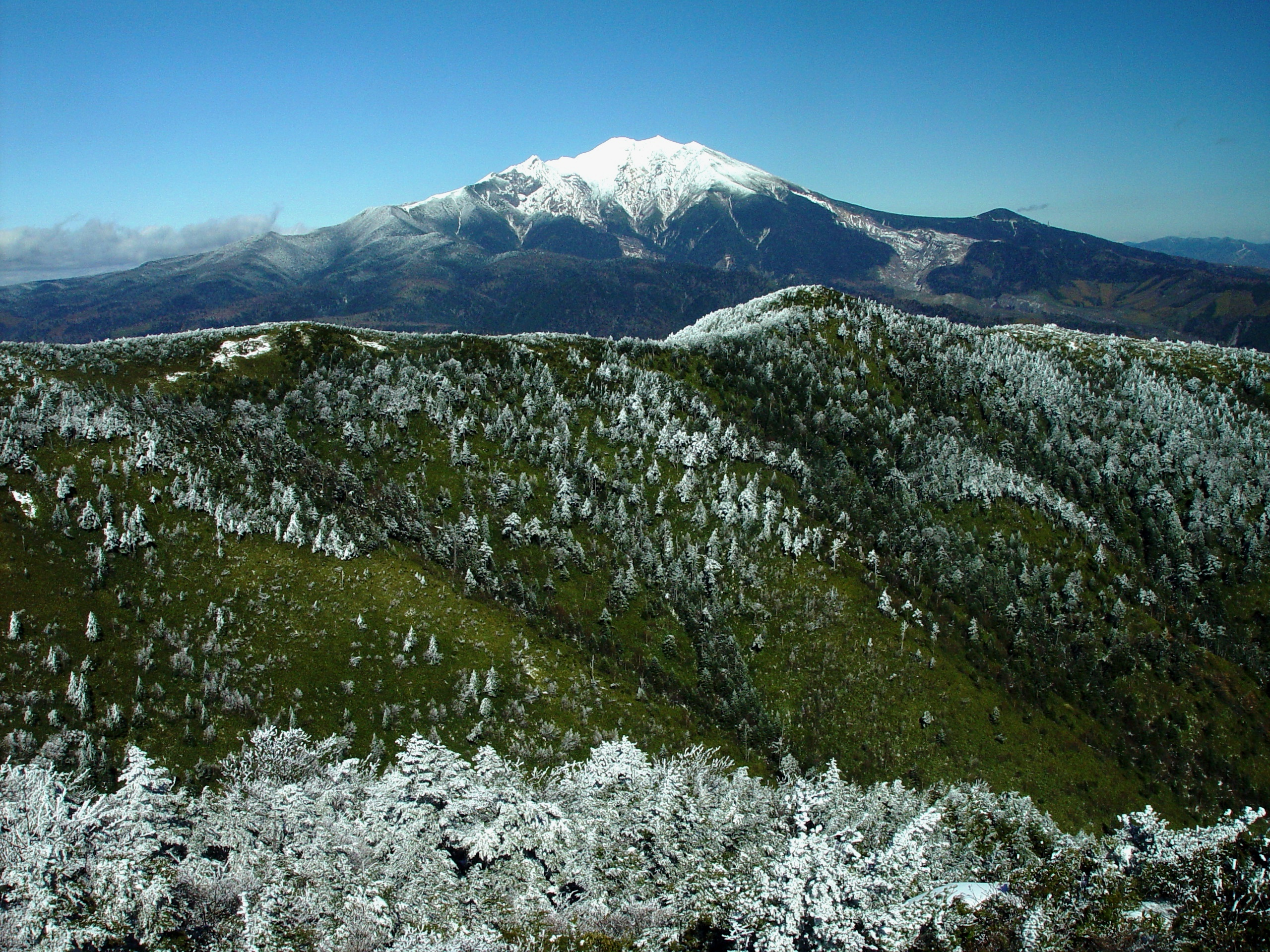
山頂から望む御嶽山
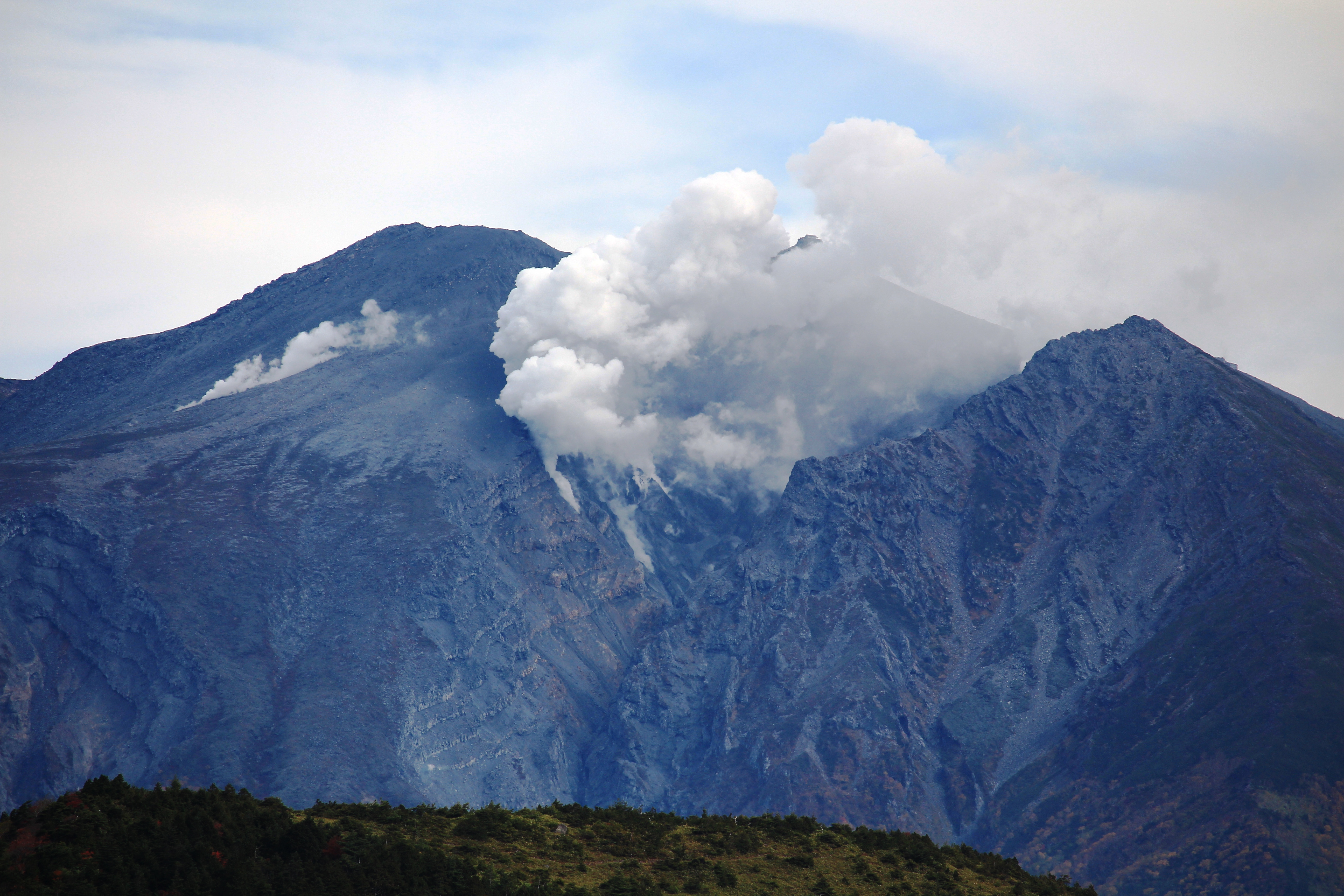
2014年の御嶽山噴火後の御嶽山の山頂部（2014年10月4日）
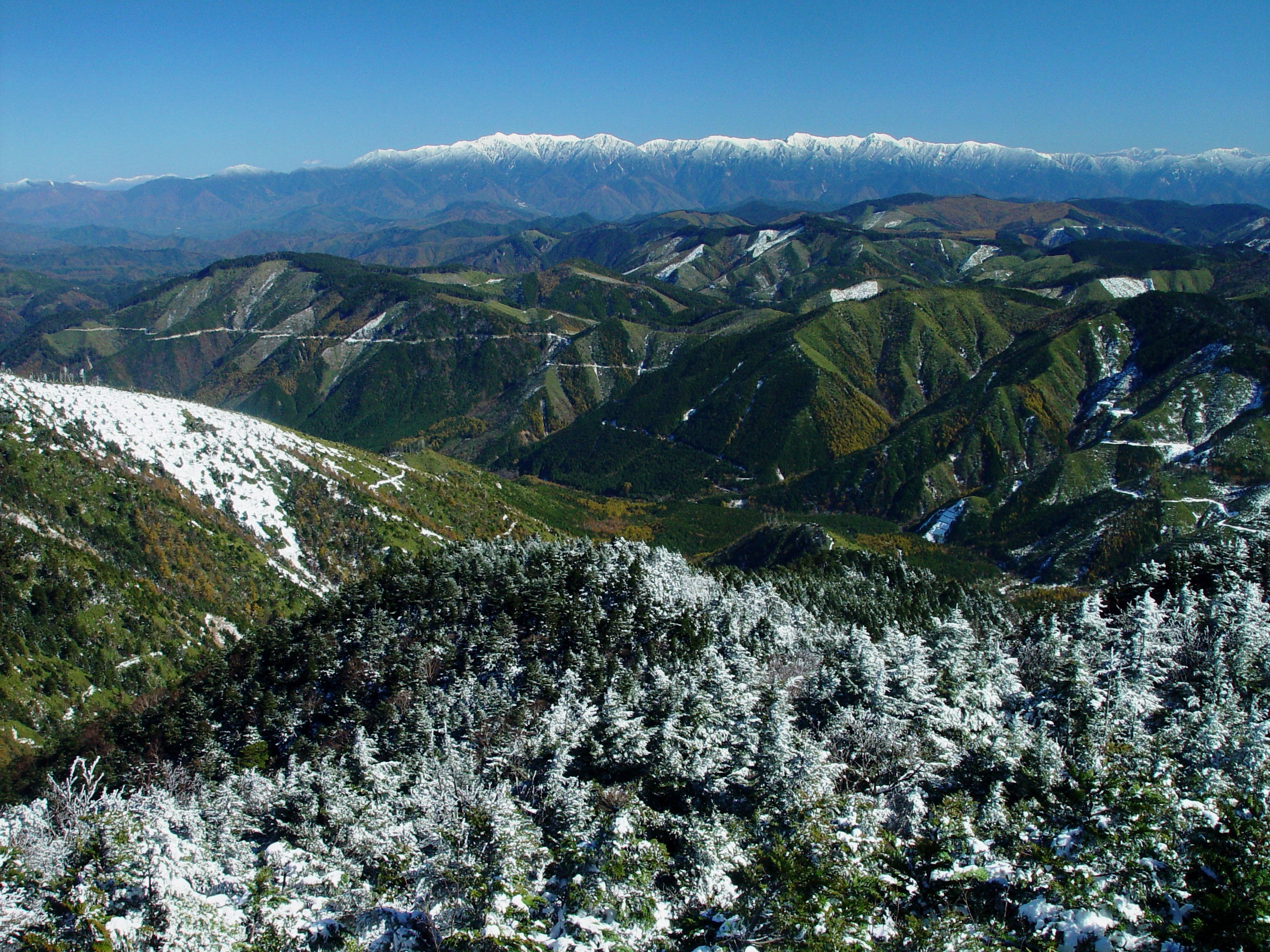
木曽山脈（中央アルプス）と赤石山脈（南アルプス）

## 関連書籍
- 島田靖、堀井啓介、木下喜代男『岐阜県の山』山と溪谷社〈分県登山ガイド〉、1997年12月、42-43頁。ISBN 4635021807。
- 吉川幸一『こんなに楽しい岐阜の山旅100コース 美濃』風媒社〈下〉、2003年1月、126-127頁。ISBN 4833100975。
- 『決定版 日本二百名山登山ガイド 南アルプス・東海北陸・近畿・中国・四国・九州』山と溪谷社〈下〉、2007年1月、52-55頁。ISBN 978-4635530514。
- 日本山岳会東海支部『東海・北陸の200秀山 下(東海・信州編)』中日新聞社、2009年10月、190-191頁。ISBN 978-4806205999。